# Drakontomelon
Drakontomelon (Dracontomelon) je rod rostlin z čeledi ledvinovníkovité. Jsou to stromy s nápadnými opěrnými pilíři u paty kmene a drobnými květy v latovitých květenstvích. Plodem je peckovice. Rod zahrnuje 9 druhů a je rozšířen výhradně v tropické Asii. Hospodářsky nejvýznamnějším druhem je Dracontomelon dao. Je zdrojem dekorativního dřeva používaného zejména na dýhy a k výrobě nábytku. Plody jsou využívány v asijské kuchyni a je pěstován i jako okrasná dřevina. Některé druhy drakontomelonu mají význam v domorodé medicíně.

## Popis
Zástupci rodu drakontomelon jsou oboupohlavné, stálezelené stromy, dorůstající výšky až přes 40 metrů. U paty kmene mívají robustní opěrné pilíře, které mohou dosáhnout výšky až 5 metrů. Při poranění roní bílou pryskyřičnatou šťávu. Listy jsou střídavé, lichozpeřené, řapíkaté, složené ze vstřícných až střídavých, celokrajných, řapíčkatých lístků.
Květy jsou drobné, pětičetné, oboupohlavné, stopkaté, uspořádané v úžlabních nebo vrcholových latách. Stopky květů jsou článkované. Kališní lístky jsou téměř volné. Koruna je bílá, zelenavá nebo žlutá. Tyčinek je deset a mají šídlovité nitky. Gyneceum je složeno z 5 plodolistů, které jsou srostlé jen na bázi a na vrcholu. Čnělky jsou zakončené hlavatými bliznami. Zpravidla je plodný jen jediný plodolist a ostatní zakrňují. Plodem je oranžová, hnědá až černá, kulovitá, zploštělá nebo vejcovitá peckovice. Mezokarp je dužnatý, endokarp (pecka) dřevnatý.

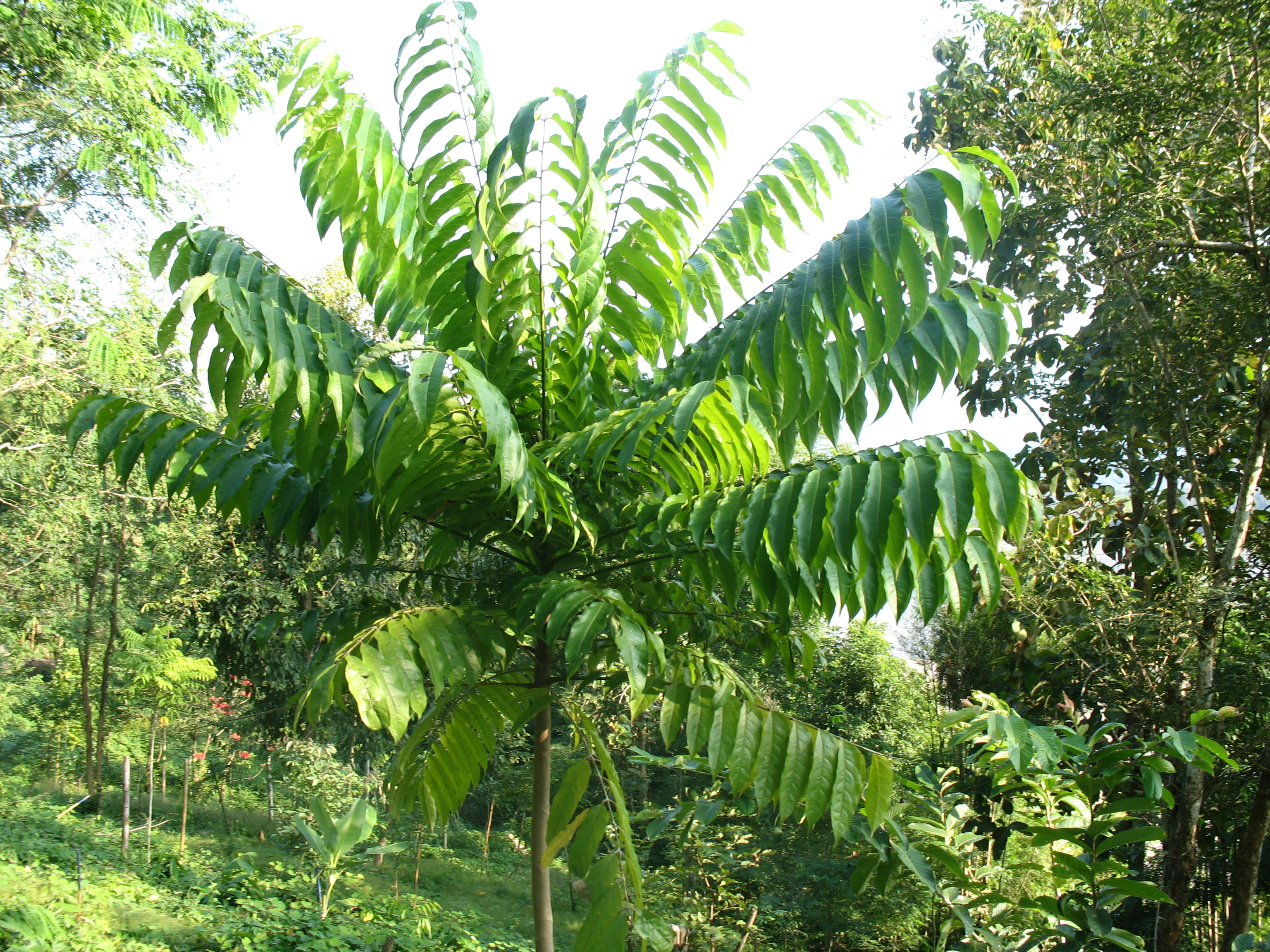
Mladý strom Dracontomelon dao
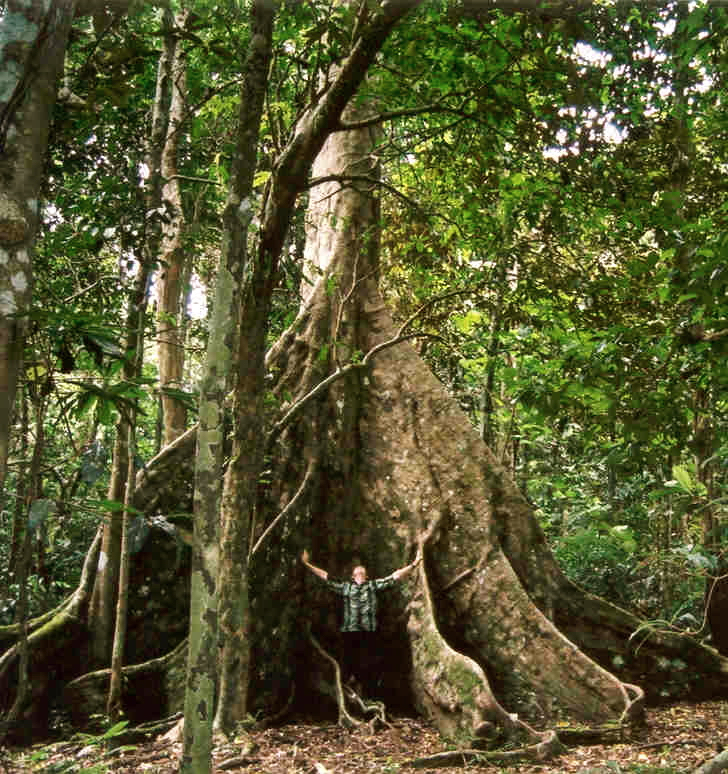
Pata kmene Dracontomelon vitiense na Vanuatu
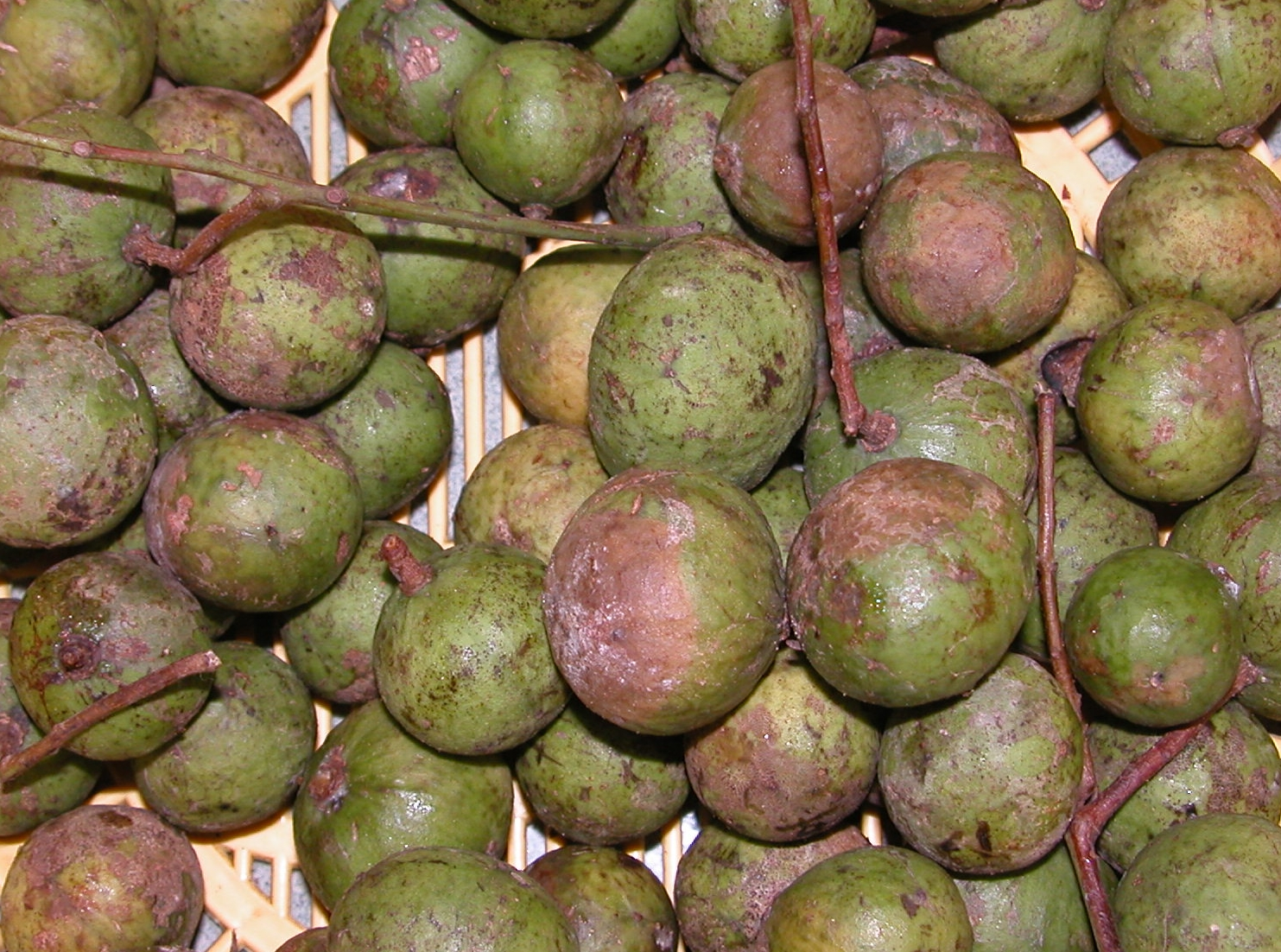
Plody Dracontomelon duperreanum

## Rozšíření
Rod drakontomelon zahrnuje 9 druhů. Je rozšířen výhradně v tropické Asii v oblasti od severovýchodní Indie přes jižní Čínu, Indočínu, jihovýchodní Asii a Novou Guineu po souostroví Fidži.
Drakontomelony většinou rostou jako součást primárních nebo i sekundárních, stálezelených nebo poloopadavých nížinných tropických lesů. Často rostou v blízkosti řek.

## Ekologické interakce
Semena drakontomelonů šíří různá zvířata, např. veverky. Plody se živí netopýři, v Tichomoří např. kaloň Pteropus tonganus. Semena některých druhů, rostoucích v poříčních lesích, jsou šířena vodou.
V paždí postranních žilek na rubu listů bývají domatia v podobě shluků chloupků. Jsou obývána symbiotickými roztoči.

## Taxonomie
Rod Dracontomelon je v rámci čeledi Anacardiaceae řazen do podčeledi Spondioideae a tribu Spondiadeae. Blízce příbuznými rody jsou podle výsledků molekulárních studií rody Spondias a Pegia.

## Význam

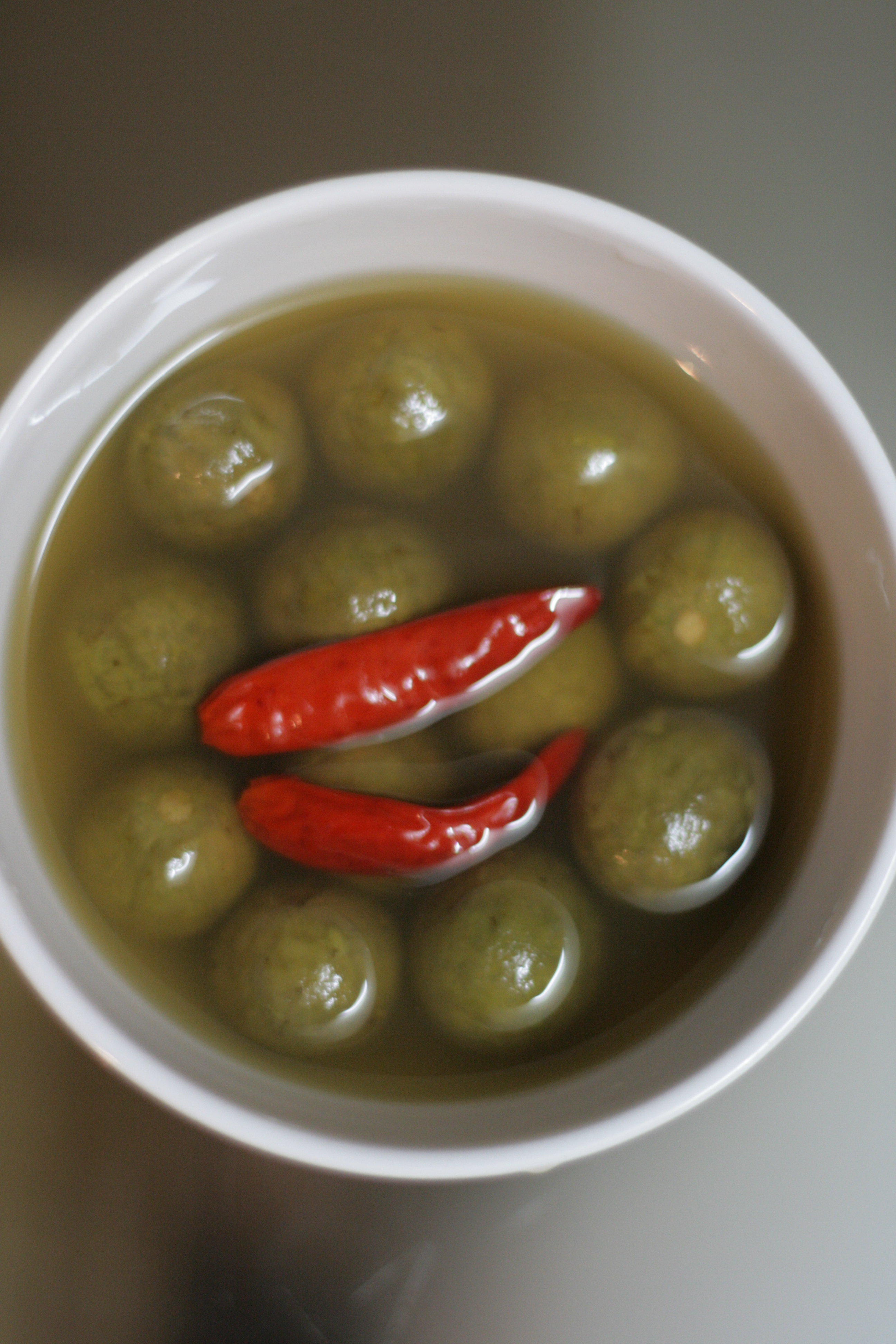
Pokrm z plodů Dracontomelon duperreanum

Druh Dracontomelon dao je v tropické Asii těžen pro dřevo, obchodované pod názvem dao. Je středně těžké a středně tvrdé, není příliš trvanlivé ani odolné vůči termitům. Jádrové dřevo bývá našedle hnědé, s tmavě hnědými až téměř černými pruhy, běl je světlá. Pěkně vybarvené jádrové dřevo je ceněné zejména na výrobu nábytku a dýh, používá se také na obklady, podlahy a podobně. Slouží i jako náhrada za dřevo ořechové. Ekonomický význam má pouze tento druh. Na Nové Guineji je to důležité exportní dřevo.
Někdy je strom pěstován i jako okrasná dřevina podél cest a silnic, ceněná zejména pro nápadný tvar koruny.
Mladé plody Dracontomelon dao jsou v Asii používány k ochucení kari omáček. V Malajsii jsou přidávány zejména k rybám. Tenká sladkokyselá dužnina zralých plodů je konzumována zejména vThajsku a vyhledávají ji především děti. Jedlá jsou i jádra plodů. Mladé listy, květy a plody jsou využívány jako zelenina.
Extrakt z listů, kmene a kůry kořenů D. dao má antibakteriální, antimykotické a svíravé účinky. Plody jsou používány při ošetřování dermatitidy. Druh Dracontomelon mangiferum je v Asii používán jako svíravý prostředek proti průjmům. Odvar z kůry tohoto druhu a kořenů Leea indica ulevuje od bolestí zubů.